# Anamoose (Dacota do Norte)
Anamoose é uma cidade localizada no estado norte-americano de Dacota do Norte, no Condado de McHenry.

## Demografia
Segundo o censo norte-americano de 2000, a sua população era de 282 habitantes. 
Em 2006, foi estimada uma população de 260, um decréscimo de 22 (-7.8%).

## Geografia
De acordo com o United States Census Bureau tem uma área de 
1,6 km², dos quais 1,6 km² cobertos por terra e 0,0 km² cobertos por água. Anamoose localiza-se a aproximadamente 494 m acima do nível do mar.

## Localidades na vizinhança
O diagrama seguinte representa as localidades num raio de 28 km ao redor de Anamoose. 